# 2-Octyldodecan-1-ol
2-Octyldodecan-1-ol ist eine chemische Verbindung aus der Gruppe der Fettalkohole.

## Gewinnung und Darstellung
2-Octyldodecan-1-ol kann durch Guerbet-Reaktion aus einem Octanol-Decanol-Gemisch gewonnen werden.

## Eigenschaften
2-Octyldodecan-1-ol ist eine brennbare, schwer entzündbare, farb- und geruchlose Flüssigkeit, die praktisch unlöslich in Wasser ist.

## Verwendung
2-Octyldodecan-1-ol wird in der Kosmetikindustrie als Emolliens und Lösungsmittel verwendet.